# Клем-Фоллс (Вісконсин)
Клем-Фоллс (англ. Clam Falls) — місто (англ. town) в США, в окрузі Полк штату Вісконсин. Населення — 554 особи (2020).

## Демографія
Згідно з переписом 2010 року, у місті мешкало 596 осіб у 255 домогосподарствах у складі 170 родин. Було 331 помешкання
Расовий склад населення:
| - 97,0 % — білих - 0,3 % — корінних американців - 0,2 % — чорних або афроамериканців - 0,2 % — азіатів |

До двох чи більше рас належало 2,3 %. Частка іспаномовних становила 1,3 % від усіх жителів.
За віковим діапазоном населення розподілялося таким чином: 20,8 % — особи молодші 18 років, 60,6 % — особи у віці 18—64 років, 18,6 % — особи у віці 65 років та старші. Медіана віку мешканця становила 48,1 року. На 100 осіб жіночої статі у місті припадало 104,1 чоловіків;  на 100 жінок у віці від 18 років та старших — 104,3 чоловіків також старших 18 років.
Середній дохід на одне домашнє господарство  становив 49 826 доларів США (медіана — 40 179), а середній дохід на одну сім'ю — 58 382 долари (медіана — 44 375). Медіана доходів становила 31 786 доларів для чоловіків та 37 292 долари для жінок. За межею бідності перебувало 24,1 % осіб, у тому числі 64,8 % дітей у віці до 18 років та 4,3 % осіб у віці 65 років та старших.
Цивільне працевлаштоване населення становило 216 осіб. Основні галузі зайнятості: освіта, охорона здоров'я та соціальна допомога — 22,7 %, будівництво — 16,2 %, мистецтво, розваги та відпочинок — 14,4 %.